# Notoryctes caurinus
Notoryctes caurinus (ноторикт північний) — вид сумчастих, що мешкає в пустелях північно-західної Австралії.

## Поведінка
Підземний, рийний вид, що час від часу виходить на поверхню, особливо після дощу. Його нори знаходяться в піщаних дюнах і на піщаних ґрунтах вздовж річкових русел. Не в змозі долати великі відстані по твердій землі, таким чином, безперервна область прийнятного середовища проживання, ймовірно, важлива. Вивчення однієї тварини в неволі показали, що вид має незвичайний обмін речовин і може змінювати свою температуру тіла, що є ймовірною адаптацією до його рийного способу життя.

## Загрози та охорона
Про загрози мало відомо. Загрозою є хижацтво з боку лисиці та здичавілої кішки, можливо, динго. Інші потенційні загрози для цього виду включають пожежі та зміни місць проживання, викликані витоптуванням ґрунту великою рогатою худобою та верблюдами. Зміна клімату може також представляти загрозу для цього виду в майбутньому, так як прогнозується зміна кількості опадів і зміна температури.

## Виноски
1. ↑  Українська назва є транскрибуванням та/або перекладом латинської назви авторами статті і в авторитетних україномовних джерелах не знайдена.
2. 1 2 3  Вебсайт МСОП